# Saint Jean-Baptiste dans le désert (Bosch)
Pour les articles homonymes, voir Saint Jean-Baptiste dans le désert.
Saint Jean-Baptiste dans le désert est un tableau du peintre néerlandais Jérôme Bosch. Le tableau est acquis par le collectionneur espagnol Lázaro Galdiano en 1913. Il est actuellement exposé au Museo Lázaro Galdiano, à Madrid, en Espagne.
Saint Jean-Baptiste dans le désert représente un épisode évoqué dans Évangile selon Matthieu 3,4 : « Et lui, Jean, avait un vêtement de poil de chameau, et autour de ses reins une ceinture de peau, et il se nourrissait de sauterelles et de miel sauvage. »
Il a été avancé que ce tableau ait été associé au Saint Jean l'Évangéliste à Patmos, qui est exposé à Berlin. Dans les années 1940, il est constaté que les deux tableaux constituaient à l'origine les deux panneaux latéraux d'un retable. Le retable en question est, peut-être, celui qui a été commandé à Jérôme Bosch pour la cathédrale Saint Jean de Bois-le-Duc. 
Le tableau est difficile à dater. Si l'hypothèse de la cathédrale de Bois-le-Duc s'avère correcte, sa date de réalisation se situerait aux alentours de 1489, bien qu'une datation plus tardive ait été proposée, en se basant sur des critères différents.

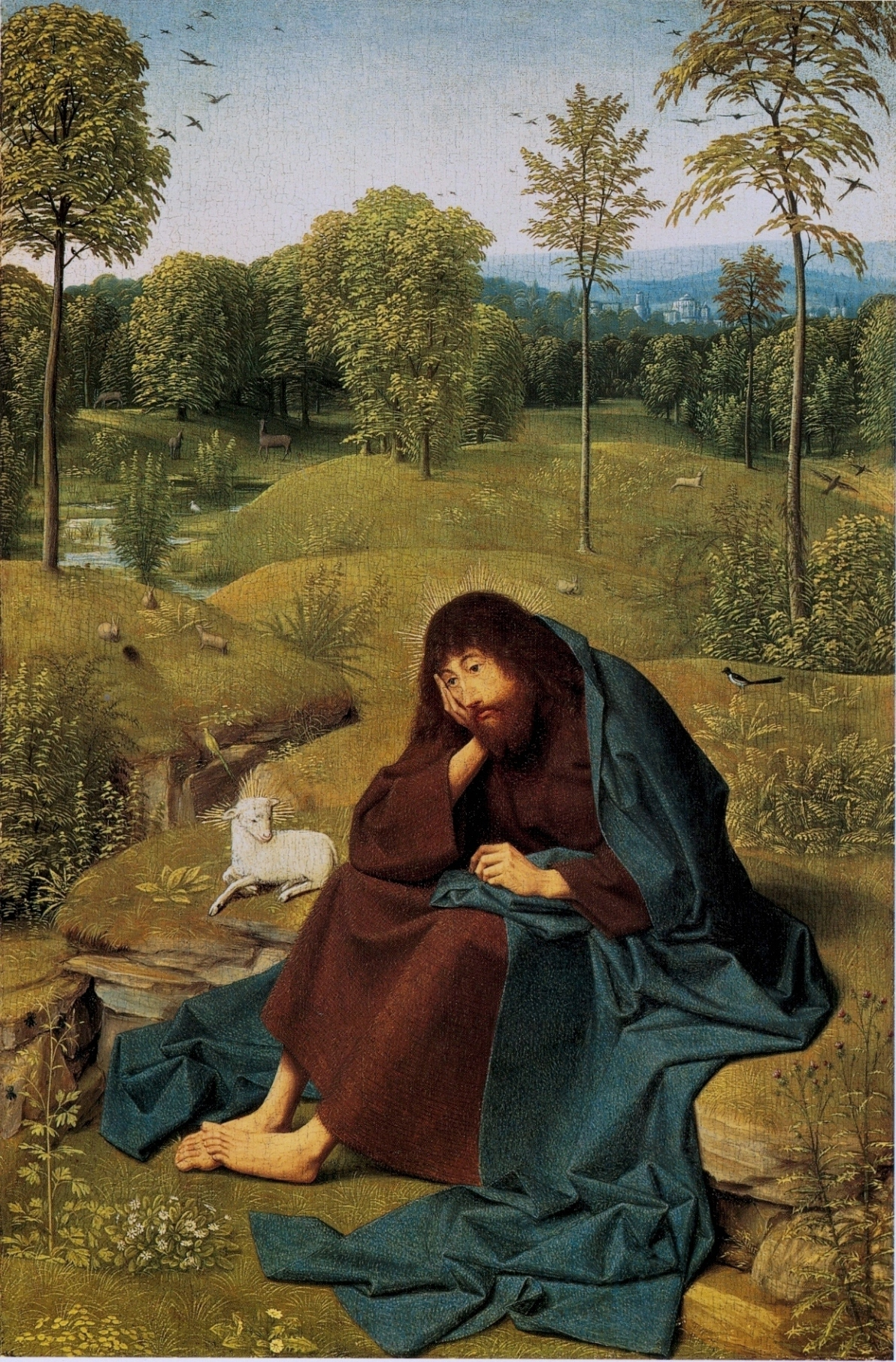
Tableau sur le même sujet par Geertgen tot Sint Jans.

Jean le Baptiste est souvent représenté aux côtés d'un agneau. L'animal symbolise le sacrifice du saint, en tant que victime innocente de la méchanceté humaine, mais il est également possible que le saint pointe son doigt en direction de Jésus-Christ, représenté sous la forme de l'agneau pascal (Jean 1:29-36). Le tableau de Bosch diffère des autres représentations de saint Jean-Baptiste par les objets fantastiques qu'il représente.

## Sources et bibliographie
- (en) Cet article est partiellement ou en totalité issu de l’article de Wikipédia en anglais intitulé « St. John the Baptist in the Wilderness » (voir la liste des auteurs).